# Національний олімпійський комітет Намібії
Національний олімпійський комітет Намібії (англ. Namibian National Olympic Committee) — організація, що представляє Намібії в міжнародному олімпійському русі. Заснований в 1990 році, зареєстрований в МОК у 1991 році.
Штаб-квартира розташована у Віндхуку. Є членом Міжнародного олімпійського комітету, Асоціації національних олімпійських комітетів Африки та інших міжнародних спортивних організацій. Здійснює діяльність по розвитку спорту в Намібії.